# Scharwoude (Koggenland)
Pour les articles homonymes, voir Scharwoude.

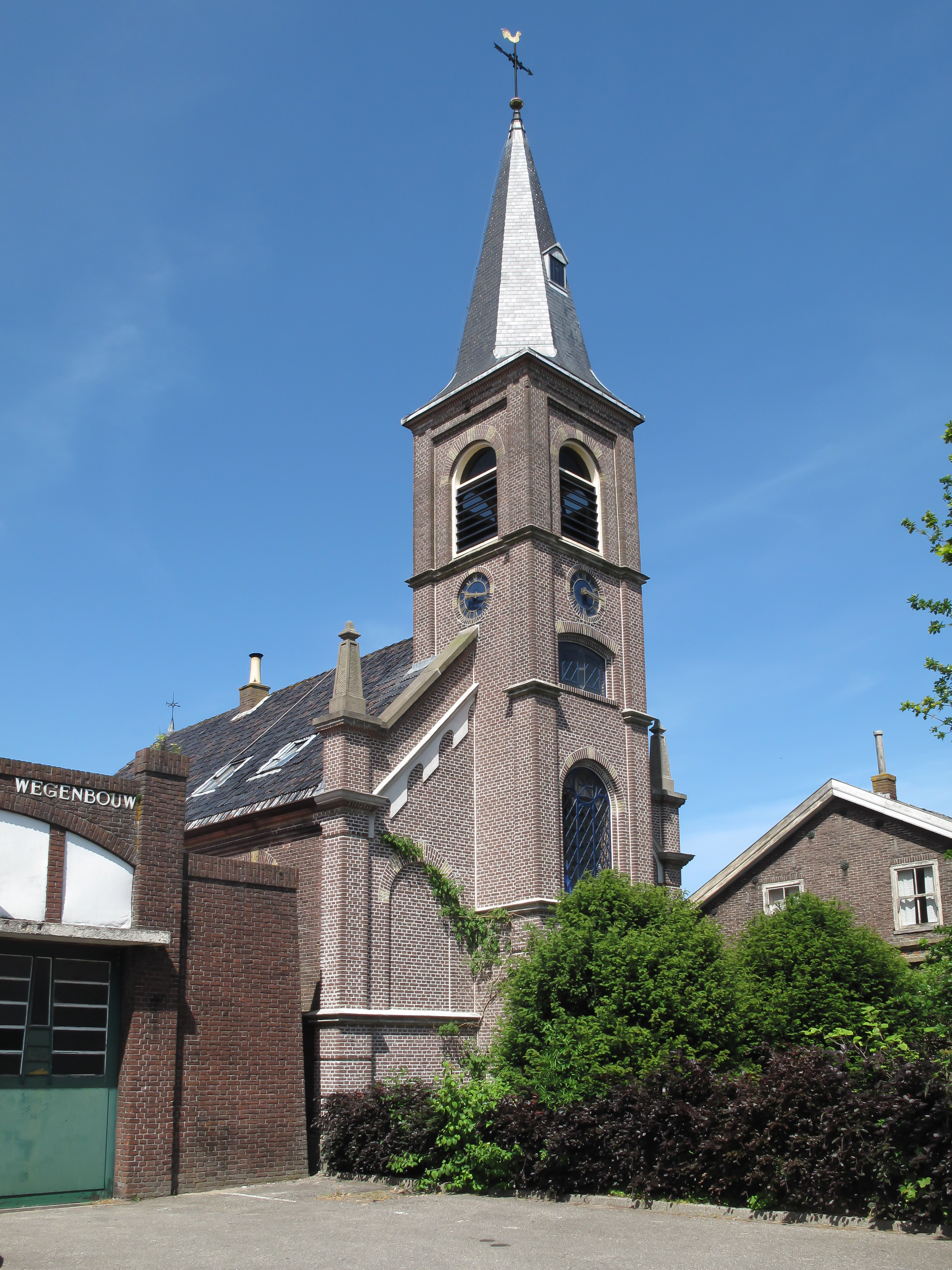
Scharwoude, église

Scharwoude est un village situé dans la commune néerlandaise de Koggenland, dans la province de la Hollande-Septentrionale. En 2004, le village comptait 490 habitants.
Scharwoude est situé sur l'IJsselmeer ; le village a souffert plusieurs fois des inondations de l'ancienne Zuiderzee.

## Histoire
Scharwoude a été une commune indépendante jusqu'au 31 mai 1854, date à laquelle la commune a été rattachée à Avenhorn.